# Aiterndorf
Aiterndorf ist ein Stadtteil von Grafing bei München im oberbayerischen Landkreis Ebersberg. Der Weiler liegt circa zwei Kilometer südlich von Grafing an der Staatsstraße 2080. Die Attel, aus Grafing kommend, durchquert den Ort.

## Geschichte
Erstmals erwähnt wird Aiterndorf im Jahr 823, als hier eine Kirche erbaut wurde, die Bischof Hitto von Freising weihte. Sie wird auf den Standort der noch heute existierenden Kapelle im Ort vermutet.